# Pycnacantha
Pycnacantha is een geslacht van spinnen uit de  familie van de wielwebspinnen (Araneidae).

## Soorten
- Pycnacantha dinteri Meise, 1932
- Pycnacantha echinotes Meise, 1932
- Pycnacantha fuscosa Simon, 1903
- Pycnacantha tribulus (Fabricius, 1781)